# Arcanosaurus ibericus
Arcanosaurus ibericus, significa “reptil misterioso ibérico”. Este nuevo taxón se identifica como un varanoideo, grupo donde se engloban los varanos (como el dragón de Komodo, de más de 3 metros de longitud), y los extintos mosasáuridos (lagartos acuáticos que alcanzaron los 15 metros de longitud). En el registro fósil los primeros varanoideos se documentan en el Cretácico inferior, precisamente la edad donde encuadramos a Arcanosaurus (de 125 millones de años de antigüedad). Los varanoideos se consideran lagartos muy avanzados evolutivamente; sobrevivieron al evento de extinción al final del Cretácico y de ellos derivan las serpientes.
Arcanosaurus es el primer ejemplar fósil de Squamata (lagartos, iguanas, serpientes, camaleones) de la provincia de Burgos. El yacimiento donde se halló está situado cerca de Villanueva de Carazo, a 4 km de Salas de los Infantes.
Arcanosaurus se ha descrito sobre 29 vértebras que muestran una combinación de caracteres no encontrada en otros taxones de varanoideos. Destaca en especial la ausencia de hipapófisis posterior en el axis que se conserva, lo que crea dudas sobre su identificación plena como varanoideo; pero si es cierta esa identificación, Arcanosaurus sería el ejemplar terrestre más antiguo que se conoce de ese clado.
Se realizó un análisis microanatómico de una vértebra bien conservada, en un centro de experimentación de alta tecnología: el ESRF (European Synchrotron Radiation Facility) de Grenoble, en Francia. Este estudio mostró la ausencia de adaptaciones anatómicas que presentan animales de vida acuática capaces de bucear, como puede ser una microestructura esponjosa en los huesos. Este dato se suma a la información paleoambiental recogida en el yacimiento, que se interpreta como un depósito de sedimentos continentales en una llanura de inundación.